# Strumble Head
Strumble Head (walesiska: Pen Strwmbl) är en udde i Storbritannien.   Den ligger i kommunen Pembrokeshire och riksdelen Wales, i den sydvästra delen av landet, 300 km väster om huvudstaden London.
Terrängen inåt land är platt. Havet är nära Strumble Head åt nordväst. Runt Strumble Head är det ganska tätbefolkat, med 70 invånare per kvadratkilometer. Närmaste större samhälle är Fishguard, 7,6 km sydost om Strumble Head. Trakten runt Strumble Head består i huvudsak av gräsmarker.